# تکینگی اولیه کیهانی
تکینگی کیهانی (انگلیسی: Initial singularity) یک تکینگی است که بر پایهٔ برخی مدل‌های نظریهٔ مه‌بانگ گمانه‌زنی شده که پیش از مه‌بنگ وجود داشته‌است و تصور می‌شود که تمام انرژی و فضازمانِ کیهان را شامل بوده‌است. لحظهٔ بلافاصله پس از تکینگی اولیه، بخشی از مبداً پلانک، نخستین (قدیمی‌ترین) دورهٔ زمان در تاریخ جهان است.

## مدل‌های سنتی کیهان

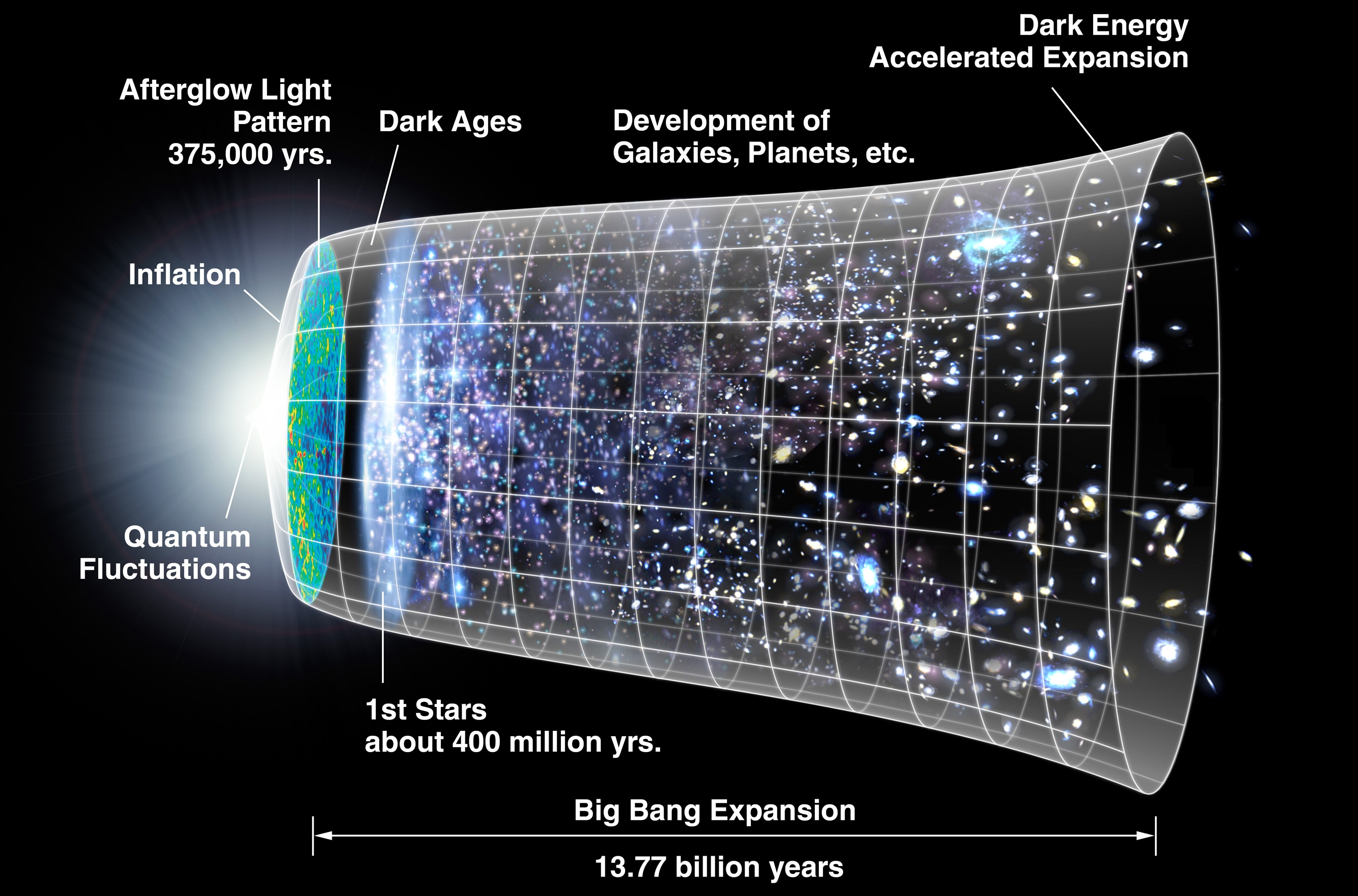
مدل ستتی مه‌بانگ

استفاده از تنها نسبیت عام برای پیش‌بینی آنچه در آغاز جهان رخ داده به شدت مورد انتقاد بوده‌است زیرا مکانیک کوانتومی عامل مهمی در محیط پرانرژی نخستین کیهان است و نسبیت عام به تنهایی نمی‌تواند پیش‌بینی‌های دقیق مورد نیاز را برآورده کند.
در پاسخ به عدم دقت در نظر گرفتن فقط نسبیت عام، مانند مدل سنتی بیگ بنگ، فرمول‌های نظری جایگزینی برای آغاز جهان ارائه شده‌است، از جمله یک مدل مبتنی بر نظریه ریسمان که در آن دو بران، غشاهای بسیار بزرگ‌تر هستند. از جهان، برخورد، ایجاد جرم و انرژی.
اگرچه هیچ مدرک مستقیمی برای تکینگی چگالی بی‌نهایت وجود ندارد، پس زمینه مایکروویو کیهانی شاهدی بر این است که جهان از یک حالت بسیار داغ و متراکم منبسط شده‌است.

## جایگزین‌هایی برای تکینگی
مدل‌های مختلف جدیدی در مورد چگونگی جهان پیش از بیگ بنگ و سبب شدن آن؛ در نتیجهٔ دشواری‌هایی که نظریه با مکانیک کوانتومی دارد، ارائه شده‌است. یک مدل، که از گرانش کوانتومی حلقه، با هدف توضیح آغاز جهان استفاده می‌کند، از طریق یک سری جهش‌های بزرگ، نوسانات کوانتومی را باعث انبساط جهان می‌داند. این مدل همچنین چرخه‌ای بودن جهان‌ها را پیشنهاد می‌کند؛ پیدایش جهان جدیدی پس از نابودی جهان قدیم ایجاد می‌شود که هر کدام دارای ثابت‌های فیزیکی متفاوتی هستند. زاد و ولد دیگری بر اساس نظریه M و مشاهدات پس‌زمینه مایکروویو کیهانی (CMB)، بیان می‌کند که جهان یکی از بسیاری از جهان‌های چندگانه است و در نتیجهٔ نوسانات کوانتومی، از جهان دیگری بیرون آمده‌است. این توضیح برخلاف ایدهٔ وجود یک جهان واحد است.